# Robert Wolny
Robert Grzegorz Wolny – polski ekonomista, prof. UE dr hab. nauk ekonomicznych, Kierownik  Katedry Badań nad Gospodarką Cyfrową na Wydziale Ekonomii Uniwersytetu Ekonomicznego w Katowicach, od 2021 roku Prorektor ds. Rozwoju i Współpracy z Otoczeniem.

## Życiorys
W 1999 ukończył studia zarządzania i marketingu w Akademii Ekonomicznej im. Karola Adamieckiego w Katowicach, 20 października 2005 obronił pracę doktorską Modele zachowań młodych konsumentów na rynku usług, 9 października 2014  habilitował się na podstawie pracy zatytułowanej Rynek e-usług w Polsce - funkcjonowanie i kierunki rozwoju. Został zatrudniony na stanowisku profesora uczelni i kieruje Katedrą Badań nad Gospodarką Cyfrową na Wydziale Ekonomii w Uniwersytecie Ekonomicznym w Katowicach. W latach 2016–2019 był prodziekanem ds. Rozwoju i Współpracy z Otoczeniem na Wydziale Ekonomii Uniwersytetu Ekonomicznego w Katowicach. W latach 2019–2020 był prodziekanem w Szkole Studiów I i II Stopnia Uniwersytetu Ekonomicznego w Katowicach. W latach 2012–2021 był dyrektorem Centrum Badań i Rozwoju Uniwersytetu Ekonomicznego w Katowicach. Od 2021 roku jest prorektorem ds. rozwoju i współpracy z otoczeniem Uniwersytetu Ekonomicznego w Katowicach.